# Boleč
Boleč (cyr. Болеч) – wieś w Serbii, w mieście Belgrad, w gminie miejskiej Grocka. W 2011 roku liczyła 6410 mieszkańców.